# Kulturcentrum Kvarnhjulet
Kulturcentrum Kvarnhjulet ligger söder om Tyresö Centrum i Tyresö kommun och består 2010 av tre byggnader som rymmer olika kulturaktviteter.
Byggnaderna rymmer Tyresö kulturskola och kulturenheten samt olika bokningsbara lokaler och ett café för ungdomar öppet tre kvällar i veckan.
Namnet kommer av de tre kvarnhjulen finns i Tyresö kommunvapen.